# Die Verliebten
Pour plus de détails, voir Fiche technique et Distribution.
Die Verliebten (littéralement « les amoureux ») est un film allemand réalisé par Jeanine Meerapfel, sorti en 1987.

## Synopsis
À Podgorica, Katharina, une journaliste allemande d'origine yougoslave rencontre Peter, un Allemand qui enquête sur la passé nazi de son père.

## Fiche technique
- Titre : Die Verliebten
- Réalisation : Jeanine Meerapfel
- Scénario : Jeanine Meerapfel
- Musique : Jürgen Knieper
- Photographie : Predrag Popovic
- Montage : Ursula West
- Production : Aleksandar Stojanovic et Joachim von Vietinghoff
- Société de production : Art Film 80, Von Vietinghoff Filmproduktion et Zeta Film
- Pays :  Allemagne de l'Ouest et  Yougoslavie
- Genre : Drame et romance
- Durée : 95 minutes
- Dates de sortie : 
  - Allemagne de l'Ouest : 27 février 1987 (Berlinale)

## Distribution
- Barbara Sukowa : Katharina
- Horst Günter Marx : Peter
- Bata Živojinović : oncle Savo
- Rade Šerbedžija : Dusan
- Ljiljana Kontic : la mère
- Stela Cetkovic : Danica
- Igor Hajdarhodzic : Nikola
- Veljko Mandic : Alter Ivo
- Dusanka Todic : tante Gordana
- Silva Povsic : tante Ljubica

## Distinctions
Le film a été présenté en sélection officielle en compétition lors de Berlinale 1987.